# Pim Symoens
Pim Symoens (Grimbergen, 26 augustus 1983) is een Vlaamse zanger en presentator.

## Biografie
Pim Symoens werd bekend toen hij in het voorjaar van 2005 deelnam aan de eerste Vlaamse versie van de talentenjacht Star Academy. Hij viel hierin mede op vanwege zijn piekerige blonde kapsel. Samen met de 12 andere deelnemende studenten scoorde hij een nummer 1-hit in Vlaanderen met de gezamenlijke single Fame (origineel gezongen door Irene Cara). Symoens eindigde in de einduitslag van Star Academy op de vierde plaats. Met winnares Katerine Avgoustakis had hij vervolgens tot september 2006 een relatie.
In de zomer van 2005 verscheen zijn eerste solosingle 1 miljoen vlinders (origineel een nummer van Clouseau uit 1995). Het werd een hit waarmee Symoens de vierde plaats bereikte in de Vlaamse Ultratop 50. Zijn tweede single Vannacht (geschreven door Piet Van den Heuvel en Alain Vande Putte) was eveneens succesvol en fungeerde als themanummer van de VTM-jeugdreeks Booh!. In 2006 scoorde Symoens nog een derde hit met Laat de zomer binnen, een nummer dat hij samen schreef met Van den Heuvel en Raf Van Brussel.
Symoens was in 2006 nog veelvuldig op de Vlaamse televisie te zien. Zo deed hij dat jaar mee aan het eerste seizoen van Sterren op de Dansvloer, waarbij hij als vijfde eindigde van acht kandidaten. Later dat jaar werd hij de winnaar van Big Brother Vips. Ook was hij actief als presentator bij JIM, waar hij op zaterdag en zondag Live request presenteerde. Zowel in 2006 als in 2007 was Symoens te zien in het Eén-televisieprogramma Zo is er maar één, waar hij eigen interpretaties zong van respectievelijk Ik wil je (van De Kreuners) en Pa (van Doe Maar). Begin 2007 werkte hij tevens voor het VTM-magazine Splash.
Na de door Raf Van Brussel geschreven single Wie denk je dat je bent (eind 2006) tekende Symoens in juli 2007 een platencontract bij productiehuis Studio 100. Zijn daar uitgebrachte nummer Vogelvrij sloeg echter niet aan. Ondertussen vond Symoens onderdak bij de BemBemband, waarmee hij door heel Vlaanderen optrad voor een jeugdig publiek. Deze groep werd in juni 2009 opgedoekt.
Symoens verdween uit de schijnwerpers en baatte tussen 2009 en 2011 een café uit in Brussegem. In 2016 gaf hij een openhartig interview in de Vlaamse media waaruit bleek dat hij een aantal moeilijke jaren had beleefd.
Op 21 februari 2021 werden Pim en zijn vriendin Rebecca, met wie hij op dat moment bijna 2 jaar samen is, voor het eerst ouders. Hun dochter Renée werd een maand te vroeg geboren nadat Rebecca te kampen kreeg met zwangerschapsvergiftiging. Pim omschrijft de komst van Renée als zijn gloriemoment.
In 2024 nam hij deel aan Sing Again op VTM. Kort nadien werd bekend gemaakt dat Pim een van de vaste presentatoren werd van Vlaanderen Zingt. Een muzikaal festival dat tourt doorheen Vlaanderen met als doel het publiek te laten zingen.

## Discografie
Alle singles werden uitgebracht onder zijn voornaam Pim.
| Single met hitnotering(en) in de Vlaamse Ultratop 50 | Datum van verschijnen | Datum van binnenkomst | Hoogste positie | Aantal weken | Opmerkingen                |
| ---------------------------------------------------- | --------------------- | --------------------- | --------------- | ------------ | -------------------------- |
| 1 miljoen vlinders                                   | 2005                  | 03-09-2005            | 4               | 10           | Nr. 2 in de Vlaamse Top 10 |
| Vannacht                                             | 2005                  | 26-11-2005            | 11              | 9            | Nr. 3 in de Vlaamse Top 10 |
| Laat de zomer binnen                                 | 2006                  | 01-07-2006            | 19              | 4            | Nr. 3 in de Vlaamse Top 10 |
| Wie denk je dat je bent                              | 2006                  | 25-11-2006            | tip8            | -            | Nr. 6 in de Vlaamse Top 10 |
| Vogelvrij                                            | 2007                  | 18-08-2007            | tip15           | -            |                            |